# Non menzione della condanna nel certificato del casellario giudiziale
La non menzione della condanna nel certificato del casellario giudiziale è un istituto giuridico del diritto penale italiano che ha lo scopo di evitare che la pena possa essere resa nota a privati che fanno richiesta del casellario giudiziale, non per ragioni di uso elettorale.

## Disciplina
La sua disciplina è regolata dall'art. 175 del Codice penale italiano, il quale stabilisce i requisiti per la concessione del beneficio:
1. si tratti della prima condanna;
2. la pena inflitta sia detentiva non superiore ai 2 anni, oppure pecuniaria non superiore a 516 euro, oppure congiuntamente detentiva non superiore a due anni e pecuniaria che - convertita e cumulata secondo l'art. 135 c.p. - priverebbe complessivamente il condannato della libertà personale per un tempo non superiore a trenta mesi

## Presupposti per l'applicazione
La sua applicazione è soggetta alla valutazione discrezionale del giudice, secondo quanto indicato dall'art. 133 c.p. Il giudice non deve decidere sulla concessione del beneficio in caso di sentenza di condanna che ope legis non è soggetta a iscrizione nel casellario giudiziale.
Il beneficio della non menzione della condanna è revocato di diritto in caso in cui il condannato commetta un altro delitto (non una contravvenzione). Non è fissato un termine massimo entro il quale debba operare tale revoca.

## Applicazioneope legis
L'effetto della non menzione della condanna è previsto anche da altre norme sul casellario giudiziale (artt. 24 e 25, D.P.R. 14.11.2002, n. 313): infatti, nel certificato richiesto dall'interessato non sono riportate le iscrizioni relative, fra l'altro,
- alle condanne per contravvenzioni punibili con la sola ammenda e alle condanne per reati estinti a norma dell'art. 167, 1° co.;
- alle condanne per i reati per i quali si è verificata la speciale causa di estinzione prevista dall'art. 556;
- alle condanne in relazione alle quali è stata definitivamente applicata l'amnistia e a quelle per le quali è stata dichiarata la riabilitazione penale, senza che questa sia stata in seguito revocata;
- ai provvedimenti previsti dall'art. 445 c.p.p.: sentenze di patteggiamento con le quali sia stata irrogata una pena non superiore a due anni di pena detentiva, sola o congiunta a pena pecuniaria, e ai decreti penali;
- alle condanne per fatti che la legge ha cessato di considerare come reati, quando la relativa iscrizione non è stata eliminata;
- ai provvedimenti giudiziari emessi dal giudice di pace ovvero da un giudice diverso per reati di competenza del giudice di pace.